# Barou-en-Auge
Barou en Auge là một xã ở tỉnh Calvados, thuộc vùng Normandie ở tây bắc nước Pháp.